# Énergie en Libye
Le secteur économique de l'énergie en Libye comprend l'ensemble de la production, de la transformation, du transit de la consommation d'agents énergétiques dans ce pays. L'industrie pétrolière est le principal moteur de l'économie libyenne.

## Vue d'ensemble
Avant la première guerre civile libyenne, la consommation d'énergie domestique en Libye était essentiellement guidée par la croissance de la population. Par exemple de 2004 à 2008, la production d'énergie libyenne a augmenté de 21,5 %, tandis que ses exportations d'énergie ont augmenté de 27 %. Au cours de cette période, selon l'Agence internationale de l'énergie, la population mondiale a augmenté de 5,3 %, alors que la population libyenne a augmenté de 9,4 %. La Libye exporte plus de pétrole qu'elle n'en consomme. Sa production d'énergie a également été stimulée par la croissance démographique de pays comme l'Égypte (croissance de 12,2 % pendant cette même période), le Yémen (13,4 %), le Soudan (16,4 %), l'Arabie saoudite (2,9 %) et l'Italie (3 %).
| Énergie en Libye | Énergie en Libye   | Énergie en Libye | Énergie en Libye | Énergie en Libye | Énergie en Libye | Énergie en Libye |
| | Nombre d'habitants | Énergie primaire | Production       | Exportation      | Électricité      | Émission de CO2  |
| | Million            | TWh              | TWh              | TWh              | TWh              | Mt               |
| --- | ------------------ | ---------------- | ---------------- | ---------------- | ---------------- | ---------------- |
| 2004 | 5,74               | 212              | 993              | 780              | 14,46            | 43,51            |
| 2007 | 6,16               | 207              | 1 181            | 971              | 23,88            | 43,13            |
| 2008 | 6,28               | 212              | 1 206            | 991              | 24,61            | 44,85            |
| 2009 | 6,42               | 237              | 1 013            | 772              | 26.12            | 50,05            |
| 2010 | 6,36               | 223              | 1 030            | 803              | 27,14            | 51,61            |
| 2012 | 6,42               | 155              | 360              | 203              | 23,96            | 34,89            |
| 2012R | 6,16               | 199              | 1 009            | 803              | 29,58            | 44,20            |
| 2013 | 6,20               | 198              | 718              | 515              | 24,58            | 43,23            |
| Évolution entre 2004 et 2010 | 10,8 %             | 5,3 %            | 3,7 %            | 2,9 %            | 87,7 %           | 18,6 %           |
| Mtoe = 11,63 TWh, l'énergie primaire comprend les pertes d'énergie 2012R = critères de calcul du CO2 modifiés, chiffres mis à jour |                    |                  |                  |                  |                  |                  |

Après la chute de Mouammar Kadhafi, la Libye ne parvient pas à constituer un système politique stable, ce qui explique la baisse de production observée après 2010.

## Pétrole

Le pétrole est la principale ressource naturelle de la Libye, avec des réserves estimées à 43,6 milliards de barils.

La Libye fait partie de l'OPEP. En 2007, la Libye était au dixième rang mondial des exportateurs de pétrole (73 Mt). En 2009, l'Europe représentait 78 % des exportations de pétrole de la Libye.
La compagnie pétrolière d'État de la Libye est la National Oil Corporation. Les plus grands groupe pétroliers présents en Libye sont Eni, une société italienne, et Repsol YPF, une société espagnole. Les autres grands groupes pétroliers présents dans le pays sont BASF, Petrobras, Gazprom, Exxon Mobil, Pertamina, Nippon Oil, Sirte Oil Company, BP, Hess Corporation, JAPEX et Oil and Natural Gas Corporation.
En 2010, l'Italie représentait 28% des exportations de pétrole libyen. En 2009, l'Europe représentait 78 % des exportations de pétrole libyen. Cette même année, ses autres importateurs étaient la Chine (10 %), les États-Unis (5 %) et le Brésil (3 %).

## Nucléaire
La Libye est un état membre de l'AIEA depuis 1963.
La Libye possède un réacteur nucléaire de recherche d'une puissance de 10 MWth de conception soviétique à Tadjourah qui a été construit en 1981.
À la fin des années 1970, la Libye a signé un contrat avec la société nucléaire soviétique Atomenergoexport, afin de bâtir sur le golfe de Syrte deux réacteurs VVER-440, chacun d'une puissance de 440 mégawatts électrique (MWe),. Ces réacteurs devaient être destinés à des fins de production d'électricité et le dessalement de l'eau de mer. La Libye étant mécontente de la technologie que l'URSS voulait leur fournir, la société nucléaire belge Belgonucleaire a été invitée à reprendre le contrat. Cependant, les États-Unis manifestèrent des préoccupations concernant le développement d'armes nucléaires, et Belgonucleaire a refusé l'offre. La Libye s'est alors de nouveau tournée vers l'URSS. Finalement, le projet a été arrêté en 1986, alors qu'il était encore en phase préparatoire,.
En 2006, la Libye et la France ont signé un accord sur l'utilisation pacifique de l'énergie atomique. En juillet 2007, elles ont signé un accord pour la construction d'une centrale nucléaire de taille moyenne. Les réacteurs, conçu par Areva, devaient être destinés au dessalement de l'eau de mer. L'Allemagne s'est opposée à cet accord[réf. nécessaire]. Par la suite, un accord a été signé avec le Canada pour la production d'isotope médicaux, le dessalement et la coopération en matière de recherche sur l'énergie nucléaire. À la suite de l'intervention militaire de 2011 en Libye, le projet d'usine de dessalement ne verra jamais le jour.
En 2010, avant la mort de Mouammar Kadhafi, la Libye avait affirmé son intention de créer sa propre filière nucléaire. 

## Énergies renouvelables
Le gouvernement libyen promeut les énergies renouvelables par le biais de l'Autorité Libyenne des Énergies Renouvelables. Le plan stratégique énergies renouvelables 2013-2025 (publié en 2020) fixe à 10 % la part des énergies renouvelables dans le mix énergétique du pays d'ici 2025. Les sources privilégiées sont le vent et l'énergie solaire (concentrée, photovoltaïque, ou par chauffage de l'eau),.
La Libye fait partie des 13 pays qui n'ont soumis aucun engagement en faveur du climat dans le cadre de l'Accord de Paris.
Le pays a un potentiel éolien et solaire important. La construction d'une centrale solaire de 100 MW a commencé dans la ville de Kufra, dans le sud-est de la Libye.